# Jean-Frédéric Phélypeaux de Maurepas
Jean-Frédéric Phélypeaux, hrabě de Maurepas (Jean-Fréderic Phélypeaux, comte de Maurepas et de Pontchartrain, baron de Beynes hrabě z Maurepas) (9. července 1701, Versailles – 21. listopadu 1781, Versailles) byl francouzský státník z úřednické šlechty (noblesse de robe). V letech 1723–1749 byl ministrem námořnictva, poté strávil řadu let ve vyhnanství vlivem markýzy de Pompadour. Ke dvoru se vrátil až za vlády Ludvíka XVI. a v letech 1776–1781 byl prvním ministrem.

## Život
Narodil se ve Versailles do vlivné rodiny Phélypeaux. Jeho otcem byl Jérôme Phélypeaux, hrabě de Pontchartrain (1674–1747), ministr námořnictva a královského domu. Pod vedením svého otce a děděčka byl Jean-Frédéric od dětství vzděláván, aby se stal státním sekretářem. Jean-Frédéric měl právo na pozici státního sekretáře, jelikož jeho otec Jérôme koupil tento úřad s právem dědictví. Roku 1718 ve věku 17 let se stal ministrem královské domácnosti a hrabětem z Maurepas pod opatrovnictvím svého bratrance La Vrillière. V roce 1718 se oženil se svou setřenicí Marií-Jeanne Phélypeaux de La Vrillière (1704–1793). V roce 1723 fakticky převzal správu resortu námořnictva. Do jeho kompetencí spadala kromě námořnictva správa kolonií a námořního obchodu. V roce 1738 byl jmenován členem státní rady.

### Politický vzestup
Zkušený ve vojenství a námořní strategii rozhodl se hrabě Maurepas obnovit ztracenou prestiž Francie coby námořní velmoci. Jedním ze způsobů, jak chtěl napravit francouzskou reputaci, bylo zaměřit se na obranu rozlehlých francouzských kolonií v Novém Světě, zejména v letech 1730–1740. Jeho obranné plány byly podpořeny informacemi o britských námořních manévrech, seznamech lodí připlouvajících do Severní Ameriky a detailních plánech lodních konstrukcí. Jean-Frédéric získal tyto informace tím, že spravoval zpravodajskou službu, která byla považována za jednu z nejúčinnějších v Evropě. To bylo možné jen díky výraznému zvýšení prostředků, které se mu podařilo získat pro francouzské námořnictvo. Během své kariéry zastával funkci komorníka královské domácnosti, ministra námořnictva a ředitele tajných služeb.

### Politický úpadek
V roce 1749 byl hrabě Maurepas odstraněn z úřadu převratem vedeným vévodou de Richelieu, který tak ukončil období jeho obrovských úspěchů. Byl vyhoštěn z Paříže za epigram proti Madame de Pompadour a odešel do Bourges a následně do Pontchartrain. Roku 1774 byl Ludvíkem XVI. povolán zpět ke dvoru a v letech 1776–1781 byl prvním ministrem.

## Odkaz
Čtyři svazky jeho pamětí (Memoires de Maurepas), údajně shromážděné jeho tajemníkem, obsahují informace o severoamerických koloniích, pádu Louisbourgu, obchodu v Karibiku, cenzuře knih a tehdejší administrativě. Zaznamenal také mnoho informací o námořních záležitostech, včetně plavebních instrukcí a vedení války na moři. Sbírka pamětí je nyní v držení Cornellovy university.
Bylo podle něj pojmenováno jezero Maurepas v Louisianě v USA.
Hrabě Maurepas je jednou z hlavních postav Feuchtwangerova románu Lišky na vinici.